# Léon Delacroix
Léon Fréderic Gustave Delacroix (Sint-Joost-ten-Node, 27 december 1867 – Baden-Baden, 15 oktober 1929) was een Belgisch katholiek politicus. De Léon Delacroixstraat in Anderlecht en het metrostation Delacroix werden naar hem vernoemd.

## Levensloop
Delacroix behaalde in 1889 het diploma van doctor in de rechten aan de Université libre de Bruxelles en vestigde zich als advocaat te Brussel.
Met de politiek hield hij zich op dat moment niet bezig. Daar kwam pas in 1908 verandering in, toen hij voor de katholieken verkozen werd tot gemeenteraadslid van Elsene, wat hij bleef tot in 1911.
Tijdens de Eerste Wereldoorlog kwam Delacroix in contact met de bankier Emile Francqui en werd hij voorzitter van het Nationaal Hulp- en Voedselcomité, een organisatie die de hulp verdeelde die de Commission for Relief in Belgium in de VS naar België en Noord-Frankrijk stuurde.
In 1917 werd hij stafhouder van de advocaten bij het Hof van Cassatie.
Hoewel hij weinig ervaring had in de politiek, kreeg hij na de wapenstilstand, door de zogenaamde revolutie van Loppem, van de koning de opdracht een regering van nationale eenheid te vormen. Hierin verzamelde hij tal van prominente leden uit de politiek en de zakenwereld die tijdens de oorlog in België waren gebleven. In deze regering waren zowel katholieken, liberalen als socialisten vertegenwoordigd. Heel wat ministers waren ook lid van het Nationaal Hulp- en Voedselcomité geweest. Samen met de koning stelden ze de zogenoemde regering van Loppem samen, een regering van nationale eenheid die het land krachtdadig door het machtsvacuüm moest loodsen dat Duitsland had achtergelaten. Delacroix kreeg hierbij, als eerste in de Belgische geschiedenis, de titel van eerste minister. Daarnaast werd hij ook minister van Financiën.
Na de verkiezingen van november 1919 werd hij katholiek volksvertegenwoordiger voor het arrondissement Namen, en stelt hij een nieuwe regering voor, waarin de socialisten sterker waren vertegenwoordigd. Zijn regering stond in het teken van de heropbouw van België na de oorlog. 
Tijdens deze regering werd in 1919 het algemeen enkelvoudig stemrecht ingevoerd en werden een aantal sociale maatregelen genomen. Zo richtte ze het Nationaal Werk voor Kinderwelzijn (de voorloper van Kind en Gezin) en de Nationale Maatschappij voor Goedkope Woningen en Woonvertrekken (de nationale voorloper van de Vlaamse Maatschappij voor Sociaal Wonen) op.
Daarnaast maakte hij op communautair vlak werk van de opkrikking van de officiële status van het Nederlands waarbij de Universiteit Gent in 1923 gedeeltelijk en in 1930 volledig Nederlandstalig werd.
Veel van deze maatregelen betekenden een radicale breuk met het staatsbestel en de maatschappelijke verhoudingen van voor de oorlog. Conservatieve krachten hadden het daarom over de "coup van Loppem" om de regering-Delacroix aan te duiden, ook al omdat ze het parlement aanvankelijk buitenspel zette. Door veelvuldige spanningen binnen de regering viel deze in november 1920. Hierna werd hij benoemd tot minister van Staat en kreeg hij de functie van Belgisch delegatieleider bij de Commissie voor Herstelbetalingen. In mei 1921 nam Delacroix ontslag als parlementslid.
Op 15 oktober 1929 overleed hij aan de gevolgen van een hartaanval tijdens een missie van de Commissie voor Herstelbetalingen in Duitsland.
In Anderlecht werd de Léon Delacroixstraat naar hem vernoemd en later ook het metrostation Delacroix.